# Monmouth Junction
Monmouth Junction ist eine Siedlung und Census-designated place innerhalb der Gemeinde South Brunswick im Middlesex County, New Jersey, USA. Bei der Volkszählung 2010 wurden 2887 Einwohner registriert.

## Geographie
Nach den Angaben des United States Census Bureaus hat die Ortschaft  eine Gesamtfläche von 3,9 km2, wovon 0,66 % aus Wasserfläche besteht.

## Demographie
Nach der Volkszählung von 2000 gibt es 2721 Menschen, 870 Haushalte und 736 Familien in der Stadt. Die Bevölkerungsdichte beträgt 700,4 Einwohner pro km2. 74,97 % der Bevölkerung sind Weiße, 7,09 % Afroamerikaner, 0,37 % amerikanische Ureinwohner, 14,48 % Asiaten, 0,00 % pazifische Insulaner, 1,18 % anderer Herkunft und 1,91 % Mischlinge. 4,15 % sind Latinos unterschiedlicher Abstammung.
Von den 870 Haushalten haben 53,4 % Kinder unter 18 Jahre. 73,4 % davon sind verheiratete, zusammenlebende Paare, 9,1 % sind alleinerziehende Mütter, 15,3 % sind keine Familien, 11,8 % bestehen aus Singlehaushalten und in 1,8 % Menschen sind älter als 65. Die Durchschnittshaushaltsgröße beträgt 3,12, die Durchschnittsfamiliengröße 3,42.
31,5 % der Bevölkerung sind unter 18 Jahre alt, 5,7 % zwischen 18 und 24, 34,8 % zwischen 25 und 44, 23,8 % zwischen 45 und 64, 4,2 % älter als 65. Das Durchschnittsalter beträgt 35 Jahre. Das Verhältnis Frauen zu Männer beträgt 100:97,5, für Menschen älter als 18 Jahre beträgt das Verhältnis 100:96,7.
Das jährliche Durchschnittseinkommen der Haushalte beträgt 89.598 USD, das Durchschnittseinkommen der Familien 94.247 USD. Männer haben ein Durchschnittseinkommen von 64.688 USD, Frauen 39.464 USD. Der Prokopfeinkommen der Stadt beträgt 35.134 USD. 5,1 % der Bevölkerung und 4,2 % der Familien leben unterhalb der Armutsgrenze, davon sind 11,2 % Kinder oder Jugendliche jünger als 18 Jahre und 0,0 % der Menschen sind älter als 65.